# Schwarzenberg/Erzgeb.
Pour les articles homonymes, voir Schwarzenberg.
Schwarzenberg/Erzgeb. (nom complet : Schwarzenberg/Erzgebirge) est une ville de Saxe (Allemagne), située dans l'arrondissement des Monts-Métallifères, dans le district de Chemnitz. Elle porte le titre de Große Kreisstadt.

## Histoire
| Appartenances historiques Électorat de Saxe 1533-1806 Royaume de Saxe 1806–1918 République de Weimar 1918–1933 Reich allemand 1933–1945 Allemagne occupée 1945–1949 République démocratique allemande 1949–1990 Allemagne 1990–présent |

Construite au XIIe siècle comme fortification pour protéger une route commerciale, cette ville de montagne devient le centre de la seigneurie du même nom, et de ce qui sera plus tard l'Amt Schwarzenberg.
Schwarzenberg acquiert une notoriété nationale en 1984 grâce au roman éponyme de Stefan Heym dont l'action se déroule dans la ville non occupée pendant plusieurs semaines après la guerre. À l'époque de la République démocratique allemande, la ville est le premier site de production de machines à laver d'Europe de l'Est.
Avec environ 16 500 habitants, elle accueille aujourd'hui des entreprises de taille moyenne et développe le tourisme sous le slogan Perle des monts Métallifères et est membre de l'Union des villes de Silberberg.

## Évolution démographique
| Année      | 1834  | 1880  | 1946   | 1950   | 1960   | 1971   | 1984   | 2006   |
| ---------- | ----- | ----- | ------ | ------ | ------ | ------ | ------ | ------ |
| Population | 2 015 | 3 462 | 12 717 | 20 269 | 14 877 | 14 808 | 16 844 | 18 207 |

## Personnalités liées à la ville
- Gottfried Heinrich Stölzel (1690-1749), compositeur né à Grünstädtel.
- Elisabeth Rethberg (1894-1976), chanteuse d'opéra née à Schwarzenberg/Erzgeb.
- Kurt Weisflog (1906-1942), homme politique né à Schwarzenberg/Erzgeb.
- Paul Blechschmidt (1907-1961), homme politique né à Bermsgrün.
- Werner Lang (1922-2013), ingénieur né à Bermsgrün.
- Wolfgang Dehnel (1945-), homme politique né à Schwarzenberg/Erzgeb.

## Jumelage

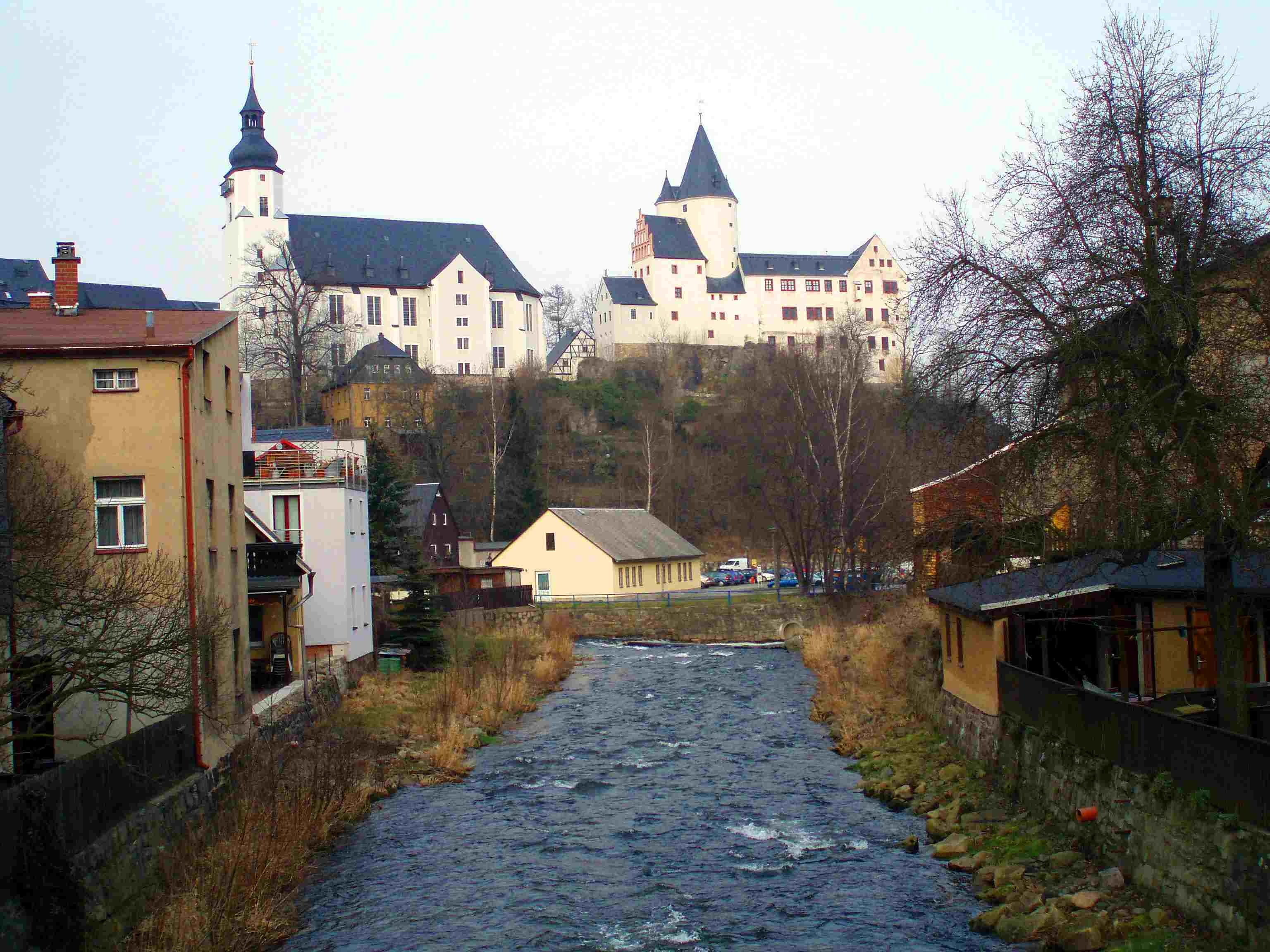
L'église et le château de Schwarzenberg

- Wunsiedel (Allemagne) depuis 1990
- Borchen (Allemagne) depuis 2007
- Nové Sedlo (Sokolov) (Tchéquie) depuis 2007